# Luis Humberto Navejas
Luis Humberto Navejas Díaz (Fresnillo, Zacatecas 18 de diciembre de 1979) más conocido como Luis Humberto, es un cantante, compositor, intérprete, productor, guitarrista, profesor de educación preescolar, escritor, ilustrador y director de cine mexicano, vocalista y fundador del grupo Enjambre. 
Con su banda ha sido ganador de tres premios Indie-O Music Awards, además de un Premio Telehit por mejor banda alternativa en 2011. Álbumes como Daltónico y Proaño fueron certificados doble disco de oro y doble disco de platino, respectivamente, en tanto que; Los huéspedes del orbe recibió disco de platino otorgado por la Asociación Mexicana de Productores de Fonogramas y Videogramas (AMPROFON).
Es hermano de Rafael y Julián Navejas. Si bien los hermanos Navejas nacieron en Fresnillo, Zacatecas, fueron educados en su adolescencia en el estado de California, Estados Unidos.

## Biografía
Nació el 18 de diciembre de 1979 y fue criado en Fresnillo, Zacatecas, desde su niñez, estuvo inmerso en el ámbito musical, influenciado por su padre; Humberto Navejas, quien formó parte de un grupo y fue su principal fuente de inspiración. En 1986, la familia Navejas se mudó a Zacatecas. Mientras cursaba la preparatoria, Luis Humberto creó la banda Los 4 fantásticos junto a sus compañeros; Ángel Sánchez y su hermano Rafael Navejas. No fue hasta 2001 que se fundó Enjambre, que inicialmente contaba con Luis Humberto, Rafa, Osamu y Nico en su alineación, y también formó parte de Pastilla por un tiempo. Trabajó como asistente de educación preescolar, para posteriormente convertirse y dedicarse a la docencia por alrededor de ocho años, esto como consecuencia de quedar embarazados junto a su novia. Su paleta musical se basa en artistas como The Rolling Stones y Yeah Yeah Yeahs así como de Sandro de América, Los Cadetes de Linares o José José. Como compositor de Enjambre, siempre se asegura de que sus letras rimen, ya que considera que su vocabulario no es muy extenso. Es daltónico, pero se mantiene atento a todo el arte visual de la banda.

## Carrera artística

### Como solista
A lo largo de su carrera ha realizado diferentes trabajos individuales, entre lo que se incluyen colaboraciones con artistas como Rebel Cats con quien interpretó «Cuando no estoy contigo» y con el cantante español Raphael en «Estuve enamorado» ambas canciones publicadas en 2015. También cantó «Mi buen amor» junto a Mon Laferte en el Palacio de los Deportes de Ciudad de México en 2017. Ese mismo año, fue invitado de José María Napoleón a uno de sus conciertos actuando con la canción «Pajarillo». En 2018 participó en el álbum Celebrando una leyenda de Leo Dan, con quien cantó en vivo «Siempre estoy pensando en ella». En 2019 anunció «De alcatraces y astampidas» un sencillo con la cantante y actriz, Tessa Ía, donde también participó en el vídeo musical del mismo. Con Juan Son, lanzó una canción llamada «Laberinto» en 2024.

### Como escritor
Navejas también ha iniciado una carrera como escritor, en 2016 lanzó un libro ilustrado titulado Las ninjas bonitas, con la participación de su primo Isaac Navejas en el color y diseño y Mónica Loya en los fondos y escenarios, la coordinación editorial estuvo a cargo de Patricia Carrera de Offset Rebosan. En 2017 publicó El monstruo dormido es un niño, un obra literaria infantil bajo la edición de Eximia en el estado de San Luis Potosí.

### Como director
En junio de 2024, Luis Humberto sacó al público su primera película, Astrosfera. Se trata de un filme de fantasía y ciencia ficción, en ella se cuenta la historia de tres protagonistas; Tino, Greta y Minerva, quienes atraviesan una serie de sucesos entre el plano real y el plano astral. La película estuvo a cargo de Claudio Alberto Peralta como productor ejecutivo; Gamaliel de Santiago y Luis Humberto Navejas en la fotografía; Daniel Pinedo como editor y diseñador de audio; y Luis Humberto Navejas como escritor, músico y director con la producción de Esos Creativos Inc. Ese mismo mes iniciaron una gira promocional presentadose en ciudades como Ciudad de México, Guadalajara, Aguascalientes, Monterrey, Zacatecas y Mexicali.

### Con Enjambre
En 1994, creó una banda llamada Los cuatro fantásticos a la edad de 15 años estando en la escuela preparatoria en su ciudad natal, Fresnillo, Zacatecas, junto a su hermano, Rafael y su amigo, César Sánchez. En 1998, la familia Navejas emigró a los Estados Unidos, dejando atrás el grupo musical. Mientras que Luis Humberto estudiaba cine en California, él y su hermano Rafael junto a su primo Romeo Navejas fundaron Enjambre, nombre que hace alusión a su apellido; Navejas. Como Enjambre ha grabado 8 álbumes de estudio: Consuelo en domingo (2005),El segundo es felino (2008),Daltónico (2010), Los huéspedes del orbe (2012), Proaño (2014), Imperfecto extraño (2017), Próximos prójimos (2020) y Noches de salón (2023). Y dos EPs: Ambrosía (2021) y Torna noches de salón (2024). Varios han sido reconocidos por la AMPROFON.

## Vida privada
Luis es hijo de Humberto Navejas y Celia Perla Díaz. Tuvo su primera hija; Camila, a la edad de 23 años. Actualmente mantiene una relación con la cantante y vocalista de Descartes a Kant, Sandrushka Petrova.

## Discografía
Con Enjambre
Álbumes de estudio
- 2005: Consuelo en domingo
- 2008: El segundo es felino
- 2010: Daltónico
- 2012: Los huéspedes del orbe
- 2014: Proaño
- 2017: Imperfecto extraño
- 2020: Próximos prójimos
- 2023: Noches de salón

## Filmografía
Cine
| Año  | Título     | Personaje | Director | Nota                | Ref.   |
| ---- | ---------- | --------- | -------- | ------------------- | ------ |
| 2024 | Astrosfera | Ninguno   | El mismo | Debut como director | [ 20 ] |

## Publicaciones
Libros
| Año  | Título                         | Editorial      | Autor    | ISBN                   | Ref.   |
| ---- | ------------------------------ | -------------- | -------- | ---------------------- | ------ |
| 2016 | Las ninjas bonitas             | Offset Rebosan | El mismo | En espera              | [ 18 ] |
| 2017 | El monstruo dormido es un niño | Eximia         | El mismo | ISBN 978-6-072908-54-3 | [ 19 ] |

## Premios
Con Enjambre
| Año  | Entrega         | Categoría               | Nominación           | Resultado | Ref.   |
| ---- | --------------- | ----------------------- | -------------------- | --------- | ------ |
| 2010 | Premios IMAs    | Productor del año       | El segundo es felino | Ganador   | [ 5 ]  |
| 2011 | Premios IMAs    | Banda del año           | Enjambre             | Ganador   | [ 42 ] |
| 2011 | Premios IMAs    | Premio de la gente      | Enjambre             | Ganador   | [ 42 ] |
| 2011 | Premios Telehit | Mejor banda alternativa | Enjambre             | Ganador   | [ 6 ]  |